# Exacum marojejyense
Exacum marojejyense là một loài thực vật có hoa trong họ Long đởm. Loài này được Humbert mô tả khoa học đầu tiên năm 1955.